# سعيد راد
سعيد رعد ( (بالفارسية: سعید راد) (26 أكتوبر 1944 - 22 يوليو 2024)، هو ممثل وكاتب مسرحي إيراني بدأ حياته المهنية في عام 1968م. غادر إيران عام 1986 وعاش في كندا لكنه عاد عام 2000 لمواصلة مسيرته المهنية.

## روابط خارجية
- سعيد راد في قاعدة بيانات الأفلام على الإنترنت